# ミヤコアオイ
ミヤコアオイ（都葵、学名: Asarum asperum）は、ウマノスズクサ科カンアオイ属の常緑の多年草。別名を、チョウジャノカマという。

## 特徴
葉に長い葉柄があり、葉柄は紫褐色になる。葉身は卵円形、楕円形または卵状楕円形で、長さ6-10cm、幅4-8cmになり、先端は鈍頭、基部は深い心形になる。基部の両側片はときに耳状に張り出し、全体がほこ形になることもある。葉質はやや薄く、葉の表面は光沢がほとんどなく、平坦で緑色になり、短毛が散生する。表面にさまざまな斑模様が入るが、雲紋状の斑が入るものが普通である。葉の裏面は無毛である。
花は3-4月に咲く。花に花弁は無く、萼裂片が花弁状になる。花は淡紫褐色で、展開した葉の基部について下向きに咲く。萼筒は台形状の筒形で、長さ6-8mm、径8-10mmになり、上部が急に細くなり強くくびれる。萼筒内壁には格子目の網状隆起があり、縦襞が15本、横襞が2-3本ある。萼裂片は卵状三角形で、長さ8-10mmになり、斜めに開出し、先端はやや鈍頭で基部はややくびれる。萼裂片の表面はなめらかであるが、基部に弱いしわ状の盛り上がりがあり、縁は淡い色になる。雄蕊は12個あって、ごく短い花糸で子房壁にとりまき、葯は外側を向く。花柱は6個あって円柱形になり、花柱の頂部に柱頭がある。 
葉の表面に白色の条斑があり、光沢があるものが栽培されている。

## 分布と生育環境
日本固有種。本州の近畿地方以西から島根県、四国西部、九州（福岡県、大分県、熊本県）に分布し、低山地の広葉樹林下に生育する。比較的、広域に分布する種である。

## 名前の由来
和名ミヤコアオイは、「都葵」の意で、京都ではじめて確認されたことからいう。
種小名（種形容語） asperum は、「粗面の、ざらざらした」の意味。

## ギャラリー

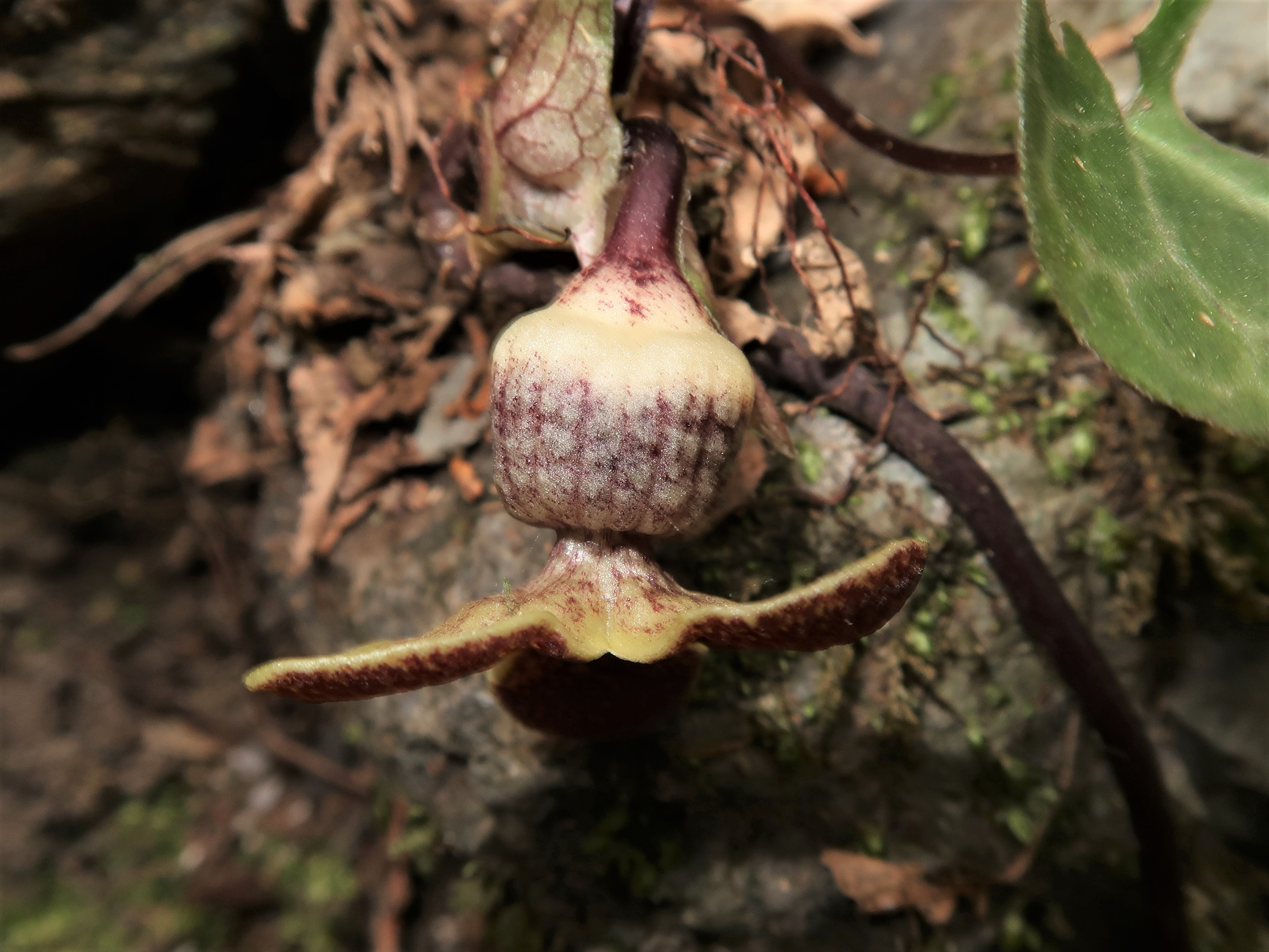
萼筒は台形状の筒形で、上部が急に細くなり強くくびれる。
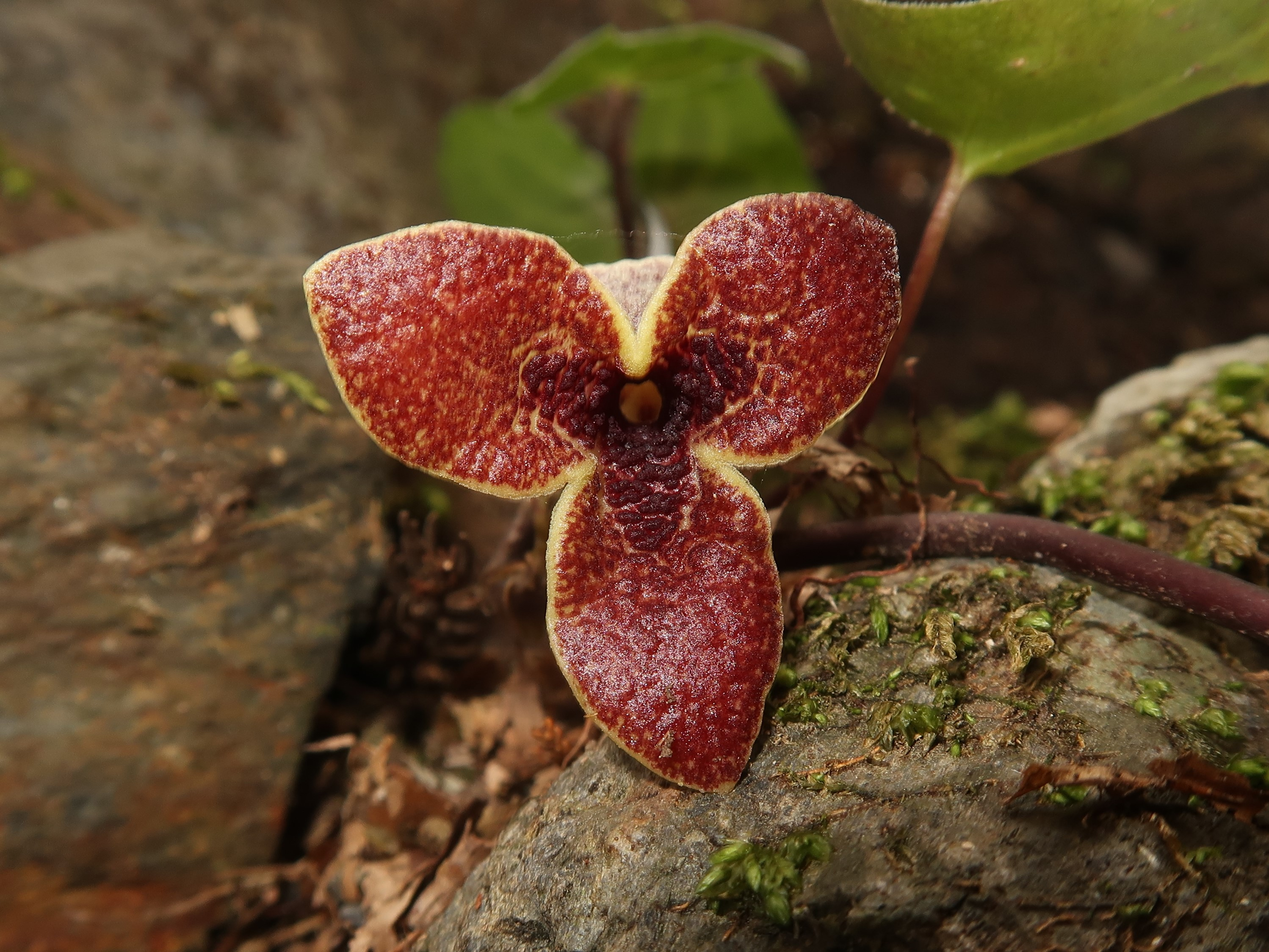
萼裂片の先端はやや鈍頭で基部はややくびれる。表面はなめらかで、基部に弱いしわ状の盛り上がりがあり、縁は淡い色になる。
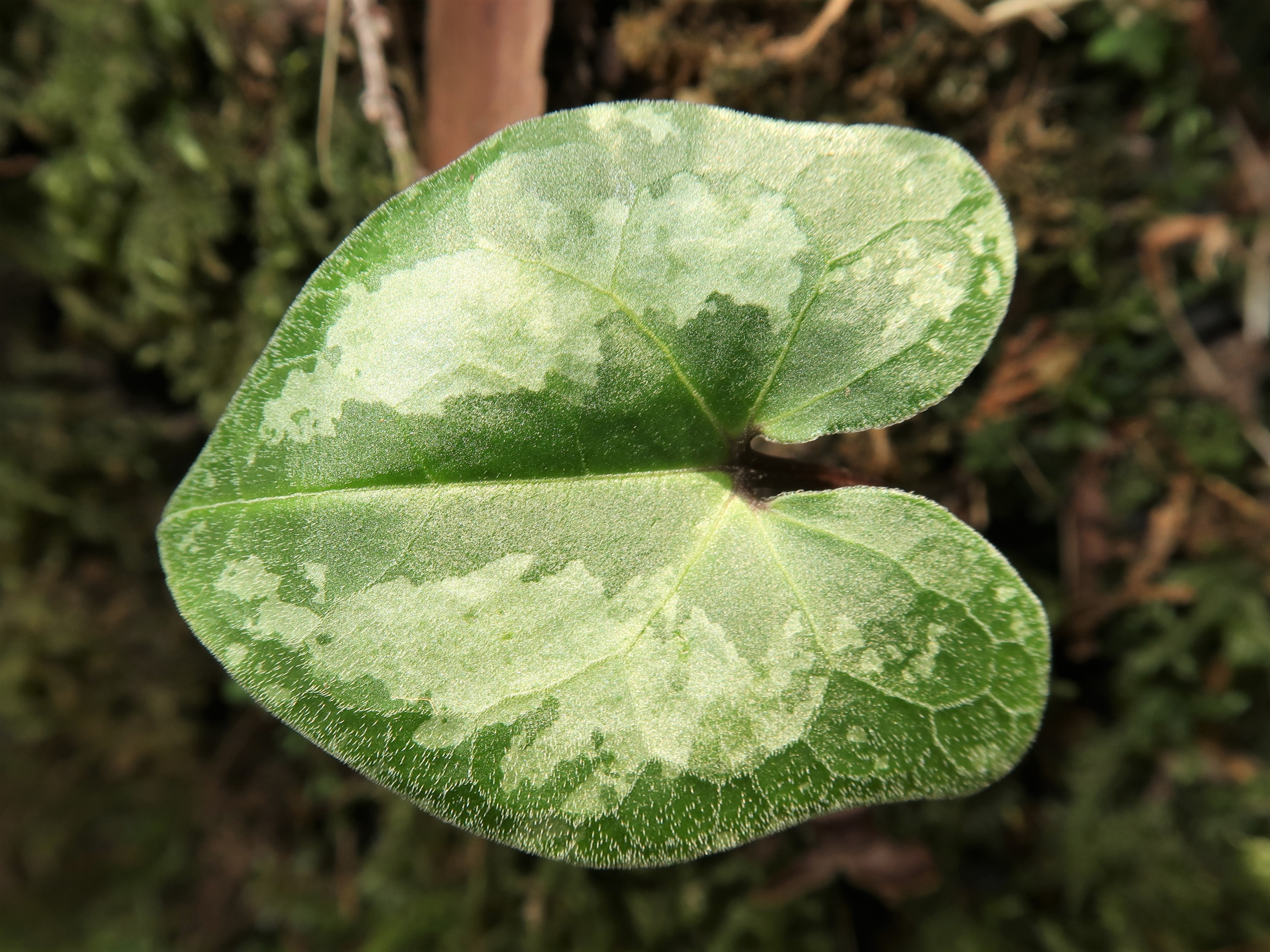
葉質はやや薄く、葉の表面は光沢がほとんどなく、平坦で緑色になり、短毛が散生する。雲紋状の白斑が入る。
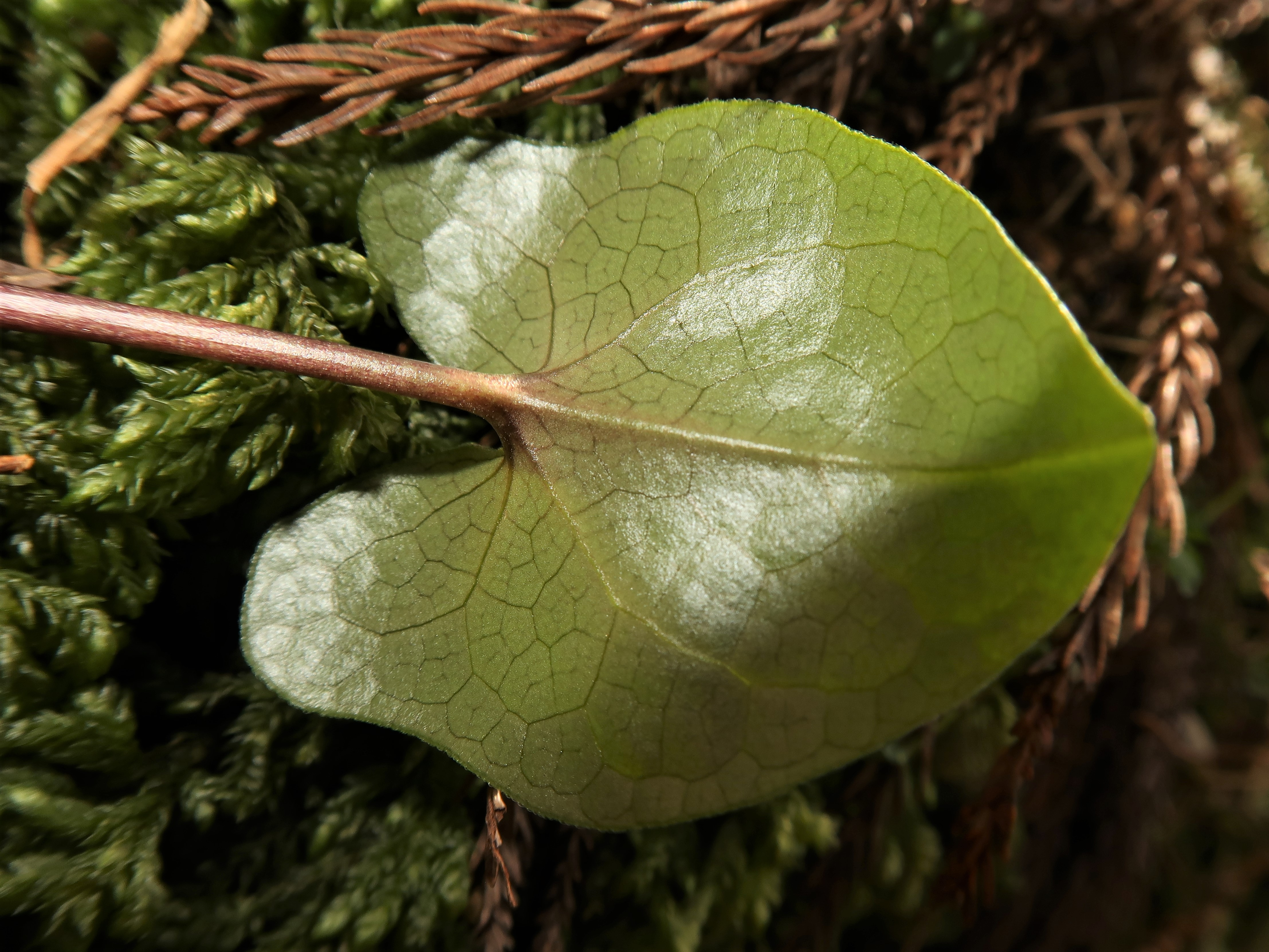
葉の裏面は無毛。
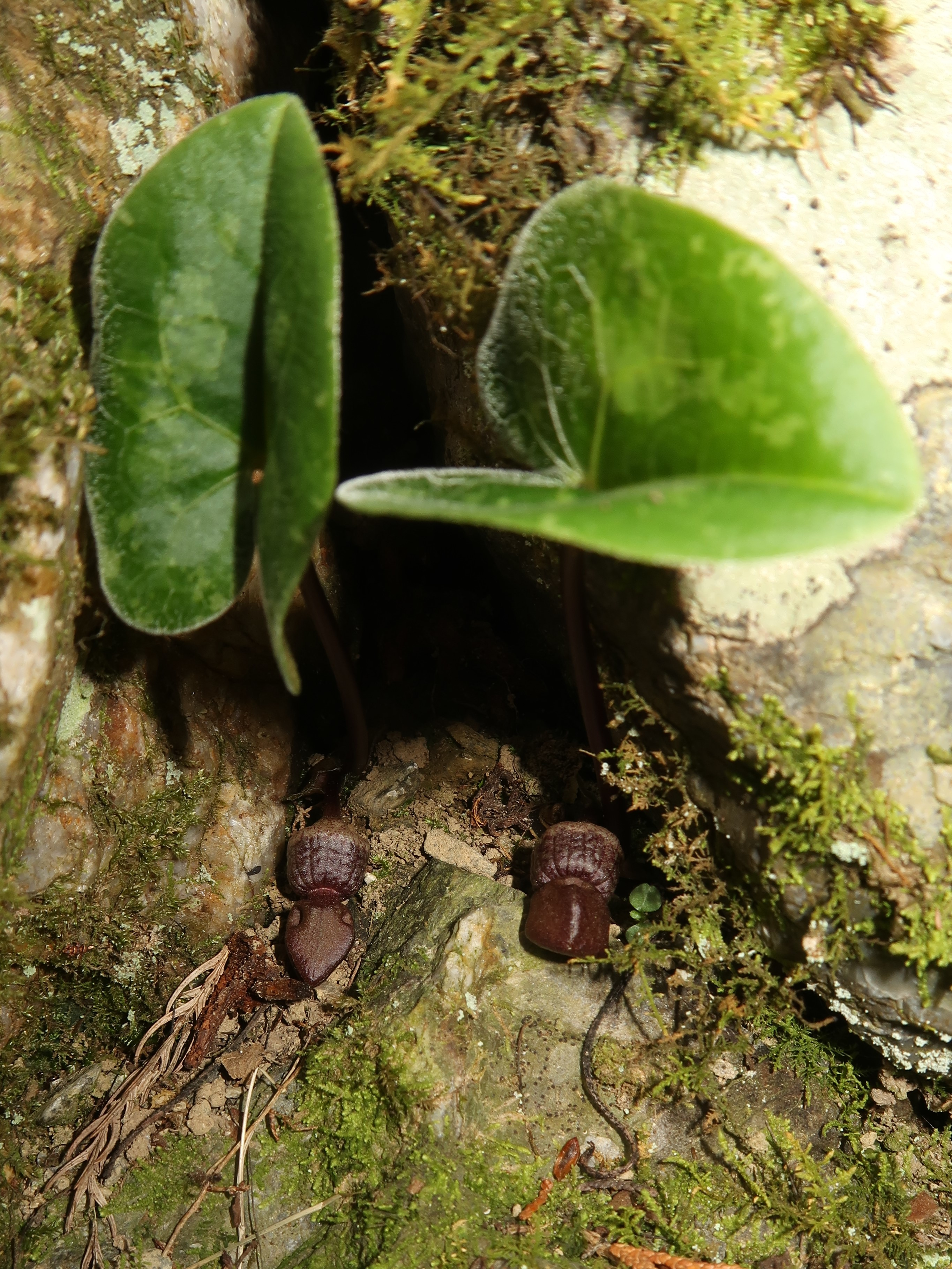
蕾の状態。

## ツチグリカンアオイ
- ツチグリカンアオイ Asarum asperum F.Maek. var. geaster (F.Maek. ex Akasawa) T.Sugaw.[7] ;シノニム Heterotropa geaster F.Maek. ex Akasawa[8] - ミヤコアオイを分類上の基本種とする変種。基本種と比べ、花が肉厚で、萼裂片は広く開出しない。萼裂片の表面はごわごわした感じでしわ状の隆起がある。日本固有種で四国の南東部（徳島県、高知県）に分布する。別名、シシクイカンアオイ[4][5]。